# Patricia Arbués
Patricia Arbués (Madrid, 27 dicembre 2004) è un'attrice spagnola.

## Biografia
Si distingue per la sua partecipazione nel Programma televisivo Cuarto milenio trasmesso sulla rete Cuatro in cui interpreta una bambina che saluta un fantasma e poi si addormenta in auto. Precedentemente ha lavorato come modella nei cataloghi di moda infantile de El Corte Inglés, e ha partecipato ad annunci pubblicitari televisivi (Ministerio de la Vivienda, shampoo Johnsons, con il cuoco Darío Barrio, Kinder Sorpresa e Movistar). Tra il 2011 e il 2013 ha recitato ne El barco, una serie televisiva di Globomedia andata in onda su Antena 3, nella quale ha interpretato Valeria Montero, la figlia piccola del capitano, fino alla fine della serie. Nel 2013 partecipa in uno dei ruoli principali al cortometraggio Amateur del regista David Salvochea, insieme a un gran numero di attori e attrici. Nel 2014 inizia a lavorare nella serie di successo Il segreto. Nel 2017 comincia a recitare nella serie La cattedrale del mare, trasmessa su Antena 3 a partire da maggio 2018. Anche i suoi fratelli Hugo e Pablo sono attori.